# Birger Wassenius
Birger Wassenius, född 26 september 1687 i Vassända socken, Västergötland, död 11 januari 1771 på samma plats, var en svensk astronom och lektor i matematik.

## Biografi
Wassenius var son till en kavallerist som, trots knappa ekonomiska förhållanden, gav sina söner möjlighet att studera. Han tog studentexamen i Skara 1712 med goda betyg. Han var speciellt intresserad av matematik och fysik och för sin försörjning gav han privatlektioner i dessa ämnen parallellt med sina studier.
Efter fem år av studier vid Uppsala universitet gav han 1717 ut sin första akademiska uppsats som handlade om planeten Mars. Den avslutades med beräkning av den Venuspassage som skulle inträffa år 1761. Han byggde under studietiden också flera hjälpmedel för att kunna göra noggranna astronomiska studier.
År 1722 tog Wassenius sin magisterexamen på avhandlingen ”Dissertatio physica de causis tempestatum”.  Efter några års arbete på universitetet flyttade han 1727 till en tjänst som vikarierande lektor i matematik vid gymnasiet i Göteborg.
Under tiden i Uppsala hade han från 1724 börjat ge ut almanackor, först utifrån Vänersborgs horisont, men senare Skaras horisont. De blev mycket efterfrågade och i allmänt folkbildningssyfte började han ge ut serier av artiklar med anknytning väder och astronomi. Denna verksamhet fortsatte han fram till 1748 då Kungliga Vetenskapsakademin fick ensamrätt till utgivning av almanackor.
Under tiden gjorde Wassenius också astronomiska observationer med inriktning främst på solen och planeterna. Från dessa kunde han bland annat beskriva faserna hos planeten Venus och solfläckar. Vid solförmörkelsen 1733 upptäckte han också de s. k. protuberanserna, men han trodde felaktigt att de kom från månen.
År 1735 utnämndes Wassenius till ordinarie lektor, men kom på grund av hälsoproblem att lämna tjänsten redan 1742. Han fortsatte dock ytterligare ett tiotal år som astronomisk folkbildare i Göteborg. Han återvände till sina barndomstrakter utanför Vänersborg där fortsatte med vetenskaplig verksamhet och bland annat studerade variationerna i Vänerns vattenstånd.
Wassenius som var Göteborgs förste astronom, och som uppe på Otterhällan visade stjärnor och måne för alla som ville se, har en given plats i stadens kulturella och vetenskapliga historia.